# داغ ننگ (فیلم ۱۳۴۴)
داغ ننگ فیلمی به کارگردانی ایرج قادری و احمد شاملو و نویسندگی قدرت‌الله احسانی و احمد شاملو محصول سال ۱۳۴۴ است.

## خلاصه داستان
خلبانی (ایرج قادری) که همسر و یک پسر دارد، به مأموریت می‌رود و هواپیمایش بر اثر سانحه سقوط می‌کند. او مجروح و دچار فراموشی می‌شود. دختری کولی به نام فتنه (تهمینه) از او پرستاری می‌کند؛ اما طبق رسم طایفه و رأی ستار (رضا بیک ایمانوردی) فتنه به جرم کمک به یک غریبه شکنجه می‌شود بر او داغ ننگ می‌خورد. فتنه می‌گریزد و به سراغ خلبان می‌رود. ستار با خلبان گلاویز می‌شود و فتنه او را با چاقو مجروح می‌کند. پس از آن خلبان، که مردم او را خداداد می‌نامند، با بقالی به نام حسین، که قصد دست‌درازی به فتنه را دارد، درگیر می‌شود و پول‌های او را می‌رباید. به زودی خداداد به شرورترین یاغی منطقه بدل می‌شود، و پسر او از طرف دولت مأمور می‌شود خداداد و افرادش را تار و مار کند. پدر و پسر رو در روی هم قرار می‌گیرند و خداداد کشته می‌شود. فتنه نیز با گلولهٔ جوانی که او را دوست دارد از پا در می‌آید.

## بازیگران
- ایرج قادری
- رضا بیک ایمانوردی
- تهمینه
- سمیرا
- همایون
- رضا هوشمند
- ناصر کوره‌چیان
- حسین جهانگیری
- نیکتاج صبری
- شهاب عسگری
- مهین مسعودی